# Tarald Lundevall
Trond Tarald Lundevall (* 10. März 1948) ist ein norwegischer Architekt und Architekturprofessor an der Architektur- und Designhochschule Oslo.

## Leben
Lundevall studierte an der Osloer Architekturhochschule (AHO), unter anderem bei Sverre Fehn und Christian Norberg-Schulz. Sein Studium beendete er 1973 mit dem Diplom.
In den 1980er-Jahren war er Partner des von ihm mitbegründeten Büros Knutsen og Lundevall. In den 1990er-Jahren war er Berater für die damalige Kulturministerin Åse Kleveland (Ap) in Architekturfragen. Seit 1996 ist Lundevall Partner und Senior Architect des US-amerikanisch-norwegischen Architekturbüros Snøhetta. Seit 2010 ist Lundevall zusätzlich Professor II (20 % einer Vollzeitstelle) an seiner Alma Mater mit besonderer Verantwortung für Professionswissen für Architekten. Im Rahmen dessen publiziert er u. a. Lehrbücher für angehende Architekten.

## Entwürfe

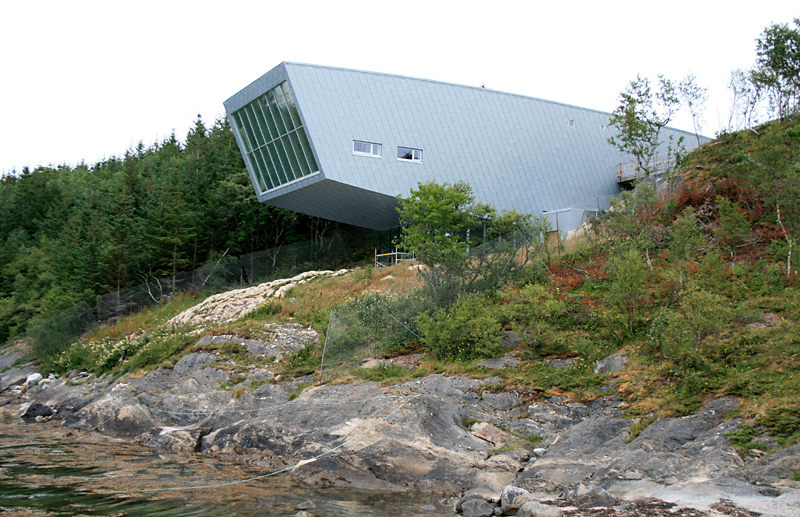
Das Petter-Dass-Museum (2007)

Lundevall war beteiligt am Umbau der Gewerkschaftszentrale Folkets Hus i Oslo, das den größten gewerkschaftlichen Dachverband Norwegens (LO) beherbergt. Des Weiteren war Lundevall beteiligt am Entwurf der Bibliotheca Alexandrina (Eröffnung 2002) sowie am Petter-Dass-Museum (Eröffnung 2007).

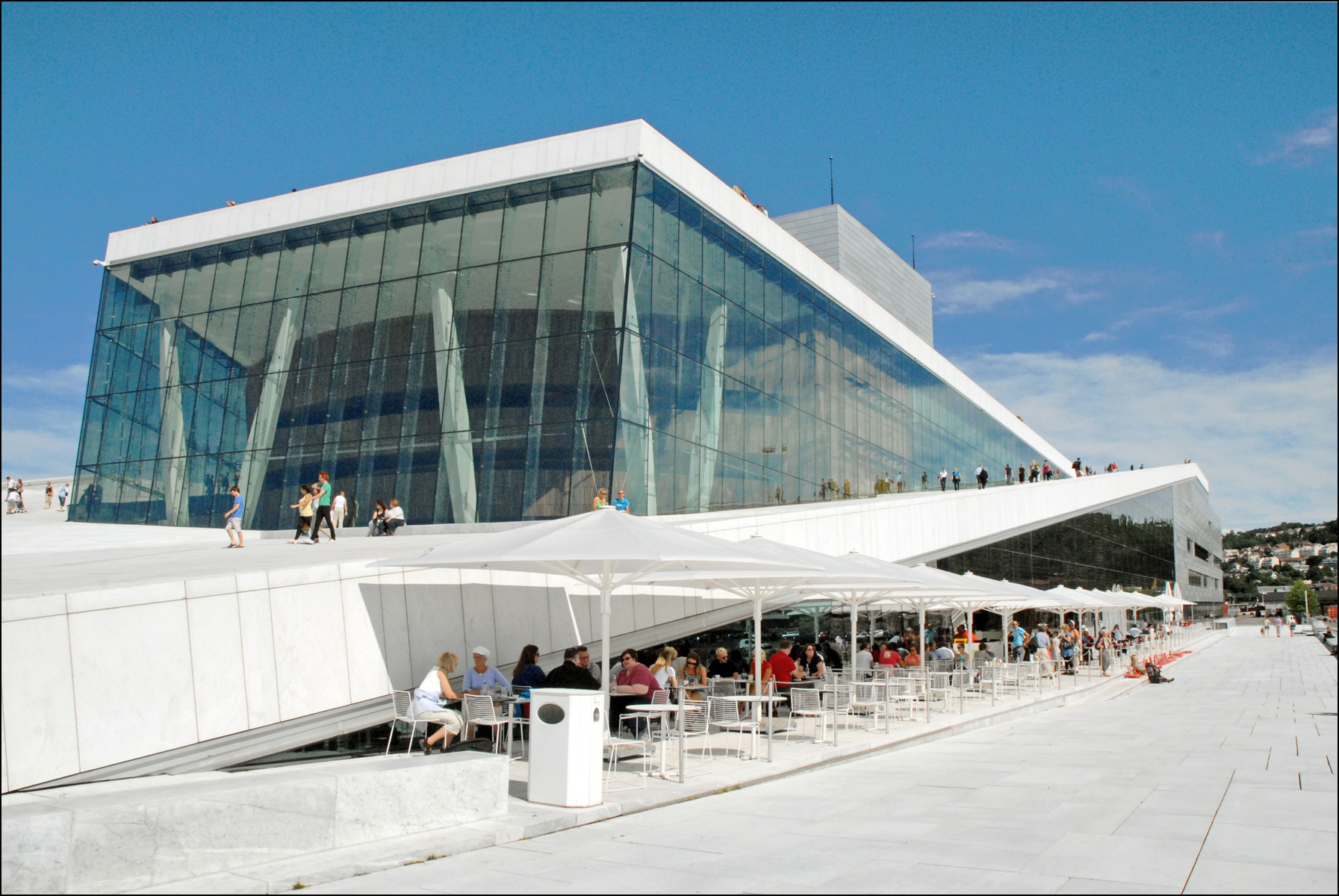
Das Opernhaus Oslo (2008)

Der bekannteste Entwurf Lundevalls ist das im April 2008 eröffnete Opernhaus Oslo, für das er im Namen von Snøhetta die Projektleitung übernahm (Einreichung des Entwurfs im Jahre 2000). 2009 wurde er mit dem Preis der Europäischen Union für zeitgenössische Architektur (früher: Mies van der Rohe Award for European Architecture) ausgezeichnet.